# Mirel Bănică
Mirel Bănică (n. 27 octombrie 1971) este un sociolog al religiei și publicist român. 
 

## Studii. Activitate
Domenii de specializare: politica memoriei, Biserica ortodoxă și societatea, Religie si Modernitate.
Alumni, Colegiul Noua Europă din București (2007-2008).
Cercetător invitat, Maison des Sciences de l’Homme (FMSH), Paris (octombrie 2006 - martie 2007, ianuarie-februarie 2010)  
Doctor în studii europene la Universitatea din Geneva, Elveția, pe tema: Les intellectuels et l’Eglise dans les années trente: le cas de l’Eglise orthodoxe roumaine (coordonator: Prof. Georges Nivat, 2004).
Master la Institut Européen de l’Université de Genève (1999).
Studii postuniversitate, SNSPA Bucuresti, 1997.
Licență în electronică la Universitatea Dunarea de Jos, Galati (1995).

## Lucrări publicate
- Biserică, Stat și societate în România: anii '30, Iași, Ed. Polirom, 2006.[nefuncțională]
- Enervari sau despre bucuria de a trăi in Romania, împreună cu Codruț Constantinescu, Iași, Ed. Polirom, 2007. Arhivat în 25 ianuarie 2008, la Wayback Machine.
- "Locul celuilalt. Ortodoxia în modernitate", Editura Paideia, Bucuresti, 2008.
- Nevoia de miracol. Fenomenul pelerinajelor in Romania contemporana, Ed.Polirom, 2014. Arhivat în 27 februarie 2021, la Wayback Machine.
- Bafta, Devla și Haramul. Studii despre cultura și religia romilor, Ed.Polirom, 2019. Arhivat în 1 octombrie 2020, la Wayback Machine.
- Criza icoanelor Arhivat în 11 octombrie 2007, la Wayback Machine.
- Omul cu crucea